# Оминато
Оминато — военно-морская база Морских Сил самообороны Японии, расположена на северной оконечности острова Хонсю на северо-восточном побережье залива Муцу. В Оминато дислоцируется штаб Военно-морского района «Оминато», зоной ответственности которого является побережье северной части о. Хонсю (префектура Аомори) и всего о. Хоккайдо с прилегающими к ним акваториями Японского и Охотского морей, а также Тихого океана (в том числе проливы Лаперуза и Сангарский).

## Физико-географическое описание
На западе бухта Оминато окружена возвышенностями до 850 метров высотой, на северо-востоке и востоке возвышенности меньше — от 30 до 130 метров, на восточной стороне они постепенно повышаются к югу. Все портовые сооружения расположены на берегу врезающейся в берег маленькой продольной бухточки с глубинами от 7 до 10 метров. Рейд находится в вершине бухты Оминато, имеет глубины от 10 до 21 метра.

## История

### С 1902 по 1918 год
Штаб 5-го военно-морского района ВМС Японии был официально переведён из Мурорана (Хоккайдо) в Оминато 12 июня 1895 года, однако из-за нехватки финансирования работы по устройству пункта базирования кораблей были начаты только весной 1900 года. С августа 1902 года в Оминато начал работу штаб военно-морского района, созданы ремонтные мастерские. С сентября 1903 года в Оминато базируются четыре миноносца.
К началу русско-японской войны Оминато представлял собой хорошо защищённую якорную стоянку с плавучим доком на 1500 т и складами флотского имущества.
В 1913 году на базе построена радиостанция.
9 октября 1913 года на рейде Оминато от взрыва котла погиб миноносец «Икадзути». Инцидент показал необходимость улучшения инфраструктуры базы и к 1923 году были построены военно-морской госпиталь и новые ремонтные мастерские.

### С 1919 по 1941 год
19 июля 1931 года сооружения базы сильно пострадали в результате произошедшего пожара.
В ноябре 1933 года была завершена постройка аэродрома Оминато, ставшего одной из баз авиации военно-морского флота.
По состоянию на 1934 год база была рассчитана на обслуживание лёгких сил флота, имелся один плавучий док для миноносцев и подводных лодок на 1500 т, запасы жидкого топлива. Все подходы к базе и вход в залив Муцу были укреплены береговыми батареями. На Оминато базировался один дивизион эскадренных миноносцев и ледокол «Отомари».

### С 1941 по 1945 год
С началом Второй мировой войны на Оминато базировался 5-й флот («Северное соединение») и охранный район «Оминато». Непосредственно в состав военно-морской базы «Оминато» входили: сигнальный отряд, базовый оборонительный отряд, портовый отряд и морские казармы.
28 мая 1942 года из Оминато вышло соединение контр-адмирала Какута для удара по Датч-Харбору.
К концу 1945 года подходы к базе прикрывались тремя береговыми батареями и противолодочным минным полем с западного входа пролива Цугару (всего 1 240-мм гаубица, 8 150-мм орудий), тремя береговыми батареями и двумя минными полями с восточного входа пролива Цугару (всего 2 305-мм башенных установок, 8 240-мм гаубиц, 4 150-мм орудия, 2 75-мм пушки).
В самом конце войны в 1945 году по Оминато было нанесено несколько воздушных ударов: 14, 15 и 28 июля, 8-10 августа.
В том числе, 9 августа у Оминато в результате налёта американской палубной авиации затонул на мелководье бывший броненосный крейсер Токива.

### С 1945 по 1953 год
После капитуляции Японии 9 сентября 1945 года в базу Оминато вошел штабной десантный корабль AGC-13 «Панаминт» доставивший командование американских оккупационных сил.
С 1945 года до 1953 года Оминато использовалась ВМС США.

### С 1953 года
16 сентября 1953 года военно-морская база Оминато была возвращена Морским силам самообороны Японии.
К 2010 году в Оминато размещался штаб военно-морского района «Оминато». Военно-морской район предназначен для охраны и обороны баз и пунктов базирования, портов и водного района; несения патрульной службы и поддержания оперативного режима в зоне ответственности; контроль надводной и подводной обстановки; участие в блокаде проливных зон; тылового обеспечения.
Организационно военно-морской район «Оминато» включает: штаб, военно-морскую базу Оминато, пункты базирования Йэити и Хакодате, береговые части и службы различного назначения, в том числе базовый и медицинский отряды, пункты обслуживания кораблей и снабжения боеприпасами.
Военно-морская база Оминато предназначена для поддержания благоприятного оперативного режима в назначенной операционной зоне, обеспечения, базирования и восстановления боеспособности сил флота, защиты судоходства в прилегающей акватории. Организационно ВМБ Оминато включает в себя штаб, отряд береговой охраны, рейдовую службу и группу водолазов.
Также в Оминато размещен отряд военной полиции ВМС.
В начале 2010 года в Оминато базировались:
- 7-й дивизион эсминцев (DD153 «Югири», DD155 «Хамагири», DD156 «Сетогири»)
- 25-й дивизион фрегатов (DE230 «Дзинцу» и DE233 «Чикума»)
- 27-й дивизион фрегатов (DE226 «Исикари», DE227 «Юбари», DE228 «Юбецу»)

В 2010 году фрегаты DE227 «Юбари» и DE228 «Юбецу» были выведены из боевого состава флота.